# Lock and Dam No. 25
Lock and Dam No. 25 (Schleuse und Staustufe Nr. 25) ist eines von 29 Stauwerken, die die Schifffahrt am oberen Mississippi ermöglichen. Das zwischen 1935 und 1939 vom United States Army Corps of Engineers errichtete kombinierte Bauwerk befindet sich 4,4 km östlich von Winfield im Lincoln County, Missouri. Auf dem gegenüberliegenden linken Flussufer liegt rund vier Kilometer nördlich der Ort Batchtown im Calhoun County, Illinois. Im Jahr 2004 wurde der Lock and Dam No. 25 Historic District in das NRHP aufgenommen.

## Staustufe
Zur Staustufe gehören ein 782 m langer Steindamm auf der Illinois-Seite und ein 395 m langer regelbarer Teil, der aus einem 14-teiligen Segmentwehr und drei Stauwalzen besteht.
Die Stauhöhe beträgt 9 Fuß (2,70 m). Hauptzweck des Wehres ist das Aufstauen des Mississippi für die Schifffahrt und nicht der Hochwasserschutz.

## Schleuse
Die Schleuse ist 182,9 m lang und 33,5 m breit.